# Astou Traoré
Pour les articles homonymes, voir Traoré.
Astou Traoré, née le 30 avril 1981 à M'bour (Sénégal), est une joueuse sénégalaise de basket-ball.

## Biographie
Arrivée en France à Châteauroux en Nationale 2 féminine (le troisième niveau) pour la saison 2005-2006, elle grimpe l'année suivante en Nationale 1 féminine. Elle est ensuite engagée en Espagne à Juventut Mariana pour la saison 2007-2008, puis passe deux à Gérone. En 2010-2011, elle joue avec Cadi La Seu d'Urgell puis part l'année suivante Juventut Mariana.
De retour à Cadi la Seu en Espagne en 2012-2013 (16 pts et 5,4 rebonds de moyenne), elle décide en avril 2013 de rejoindre Saint-Amand en Ligue 2 française, pour la saison 2013-2014. Mais le club est repêché en LFB. Après avoir gagné une médaille de bronze à l'Afrobasket 2013, elle s'impose étant notamment élue deux fois meilleure joueuse de la journée du championnat : 9e journée avec 35 points, 7 rebonds pour 35 d’évaluation en 36 minutes et 26e journée avec 32 points à 12/22, 15 rebonds et 4 passes pour 38 d’évaluation en 39 minutes . Sur l'ensemble de la saison, elle cumule 19,2 points (51,3% à deux points), 7,8 rebonds et 1,7 passe décisive pour 18,4 d’évaluation. Elle est ainsi la meilleure marqueuse du championnat LFB 2014 et la troisième à l’évaluation.
la saison 2014-2015, elle termine avec des stats tout aussi honorable de 16,6 pts 7 rbs 2 passes par match. Elle termine septième à l'évaluation avec 16,4.
Lors du Championnat d'Afrique Féminin 2015, elle remporte son premier titre de championne d'Afrique avec le Sénégal en 5 participations (3e 2007 et 2013, Finaliste en 2005 et 2007). Elle bat son record de points avec 533 pts et termine meilleure marqueuse de l'histoire de cette compétition. En finale, face au Cameroun (remporté 81-66 par le Sénégal), Traoré a inscrit 16 points.
Elle termine meilleure marqueuse du championnat belge lors de la saison 2015/2016 sous les couleurs de Belfius Namur avec 17,6 pts 6 rbs et 1,3 passe par match. Elle remporte la Coupe de Belgique avec le titre de MVP de la Finale. Son équipe a été battue en Finale par Castors Braine. 
Elle commence la saison 2016-2017 en Espagne à IDK Gipuzkoa en tant que joker médical de Paola Ferrari jusqu’en novembre, puis la poursuit à Galatasaray où elle termine en finale du championnat de Turquie avec des moyennes de 13,2 points et 4,6 rebonds en championnat mais aussi 13,2 points et 4,7 rebonds en Eurocoupe.
Avec l'équipe des Lionnes du Sénégal, Astou Traoré termine en finale du Championnat d’Afrique 2017 au Mali. Sur le plan individuel, elle est élue meilleure joueuse de la compétition. Meilleure Marqueuse avec 173 points, ses moyennes sont de 21,6 points, 5,2 rebonds, 1,4 passe décisives et 2 interceptions par match.
Pour pallier la blessure de Keisha Hampton, elle est engagée durant l'été 2017 par le club espagnol de Gérone.

## Clubs
| Saisons   | Équipe                    | Pays     |
| 2005-2006 | LB Châteauroux (NF2)      | France   |
| 2006-2007 | Flammes Carolo (NF1)      | France   |
| 2007-2008 | Juventud Mariana          | Espagne  |
| 2008-2010 | Uni Gérone CB             | Espagne  |
| 2010-2011 | Sedis Seu d'Urgell        | Espagne  |
| 2011-2012 | Juventud Mariana          | Espagne  |
| 2012-2013 | Sedis Seu d'Urgell        | Espagne  |
| 2013-2015 | Saint-Amand HB            | France   |
| 2015-2016 | Basket Namur-Capitale     | Belgique |
| 2016-2017 | CD Ibaeta                 | Espagne  |
| 2016-2017 | Galatasaray SK            | Turquie  |
| 2017-2018 | Uni Gérone CB             | Espagne  |
| 2018-2019 | Ensino Lugo               | Espagne  |
| 2019-2020 | GD Interclube             | Angola   |
| 2020      | Clarinos San Cristobal    | Espagne  |
| 2020-     | ASD San Martino di Lupari | Italie   |

## Palmarès

### Équipe nationale
- Vice-championne d'Afrique en 2005 [2]
- Vice-championne d'Afrique en 2007 [2]
- Championne d'Afrique 2009
- Vice-championne d'Afrique en 2011 [2]
- Vice-championne d'Afrique en 2019
- Médaille de bronze au Championnat d'Afrique en 2013[4]
- Meilleure Marqueuse de la compétition avec 125 points
- Dispute le Championnat du monde 2006  et 2010 (9,4 points et 3,8 rebonds)[2]
- Championne d'Afrique 2015
- Vice-championne d'Afrique en 2017
- Meilleur Marqueuse de la compétition avec 173 points
- Médaille d'or aux Jeux africains de 2007
- Médaille d'or aux Jeux africains de 2011

### Clubs
- Championne d'Espagne de Ligue 2 Groupe B en 2009[2]
- Médaillée de bronze au Championnat d'Amérique du Sud des clubs en 2014 avec l'U.T.E de l'Équateur
- Meilleure marqueuse du Championnat d'Amérique du Sud des clubs en 2014

### Récompenses individuelles
- Meilleure joueuse du championnat d'Afrique 2017[6]